# Корлики
Ко́рлики (рос. Корлики) — село у складі Нижньовартовського району Ханти-Мансійського автономного округу Тюменської області, Росія. Входить до складу Лар'яцького сільського поселення.
Населення — 654 особи (2010, 605 у 2002).
Національний склад станом на 2002 рік: ханти — 66 %.